# Asperula strishovae
Asperula strishovae là một loài thực vật có hoa trong họ Thiến thảo. Loài này được Pachom. & Karim mô tả khoa học đầu tiên năm 1987.